# 豊平警察署
豊平警察署（とよひらけいさつしょ）は、北海道警察本部が管轄する札幌方面の警察署の一つである。

## 沿革
- 1948年（昭和23年）3月：自治体警察の豊平町警察署発足。
- 1954年（昭和29年）7月：自治体警察の廃止により、札幌東警察署（現在の白石警察署）管轄の豊平警部派出所となる。
- 1969年（昭和44年）11月：札幌南警察署（現在の南警察署）新設に伴い、札幌南警察署と札幌東警察署に分割して管轄される。
- 1978年（昭和53年）12月：豊平警察署開設。管轄区域は豊平区（現在の清田区を含む）と札幌郡広島町（現在の北広島市）。
- 2001年（平成13年）4月：厚別警察署新設に伴い、北広島市を移管。

## 組織
- 署長（警視）
- 副署長（警視）
- 警務官兼警務課長
  - 警務課（警務係、犯罪被害者支援係、相談係）
  - 留置管理課（管理係）
  - 会計課（会計係）
- 地域官（警視）
  - 地域課（企画係、指令係、実務指導係、地域係、自動車警ら係）
- 刑事・生活安全官（警視）
  - 刑事第一課（強行犯係、鑑識係）
  - 刑事第二課（知能犯係、組織犯罪対策係、薬物銃器対策係）
  - 刑事第三課（指導係、盗犯係）
  - 生活安全課（生活安全係、少年係、生活経済・保安係、許可係）
- 交通官（警視）
  - 交通第一課（企画・規制係、指導係）
  - 交通第二課（捜査係）
- 警備課（公安係、外事係、警備係）

## 交番
括弧内は所在地を表す。

### 豊平区
- 旭交番（札幌市豊平区豊平8条8丁目2-47）
- 豊平交番（札幌市豊平区豊平3条7丁目2-15）
- 月寒交番（札幌市豊平区月寒中央通7-8-22）
- 中の島交番（札幌市豊平区中の島1条4丁目2-7）
- 西岡交番（札幌市豊平区西岡4条9丁目1-36）
- 東月寒交番（札幌市豊平区月寒東3条17丁目15）
- 平岸交番（札幌市豊平区平岸3条7丁目1-6）
- 福住交番（札幌市豊平区福住2条5丁目4-6）
- 美園交番（札幌市豊平区美園3条4丁目1-20）
- 南平岸交番（札幌市豊平区平岸3条13丁目5-26）

### 清田区
- 美しが丘交番（札幌市清田区美しが丘3条4丁目1-33）
- 北野交番（札幌市清田区北野4条5丁目4-60）
- 清田交番（札幌市清田区清田1条4丁目3-1）
- 中央通交番（札幌市清田区平岡1条5丁目4-3） - 所長は警部。
- 緑ヶ丘交番（札幌市清田区里塚緑ヶ丘1-14-26）

## アクセス
- 札幌市営地下鉄東豊線豊平公園駅から徒歩2分

## 備考
- 2008年より地域課長の3名配置をして3交替制勤務とした。
- 2011年より課長に警視、その下に統括官の警部を配置した。
- 2012年から統括官を課長代理に改称した。
- 2013年から課を再編して警視の刑事官や地域交通官を置き警部の課長を配置した。